# 대구 지하철 화재 참사
대구 지하철 화재 참사(大邱地下鐵火災慘事, Daegu subway fire)는 2003년 2월 18일 대한민국 대구광역시 대구 도시철도 1호선 중앙로역에서 발생한 화재 사고로 대구 지하철 참사, 2.18 참사, 김대한 방화 사건이라고도 한다.

## 사건 발단
지병인 뇌졸중으로 일을 하지 못하고 우울증을 겪던 전직 개인택시 운전사 김대한이 사건 당일 오전 9시경 지하철 전동차 내에 휘발유를 뿌린 뒤 방화하면서부터 시작되었다. 
불이 붙은 1079호 열차는 중앙로역에 진입하는 즉시 승객들에게 대피할 것을 지시했지만 화재 발생이 전달되는 과정에서 종합사령실의 운행 중단 지시가 제대로 이뤄지지 않았고 연기로 가득 찬 건너편 승강장에 1080호 열차의 역내 진입을 허용한 데 이어 기관사의 탈출 지시와 함께 전동차의 문이 닫히면서 다수의 승객들이 탈출하지 못했다.
이 사고로 중앙로역에 정차했던 2개 편성 12량(118편성 1079열차, 130편성 1080열차)의 전동차가 모두 불타고 뼈대만 남았고 열차 내와 역내에 갇혀버린 승객 가운데 사망자 192명, 실종자 21명, 부상자 151명이 발생했으며 이후 중앙로역도 완전히 전소되면서 2003년 12월 30일까지 복구를 위해 10개월 동안 무정차 통과했다.
대구 지하철 화재 참사는 대한민국 역사상 가장 인명 피해가 큰 철도 사고이자 세계적으로도 1995년 바쿠 지하철 화재에 이어 가장 큰 대형참사로 기록됨과 동시에 인재에 의한 사고로는 1995년 대구 상인동 가스 폭발 사고와 삼풍백화점 붕괴 사고 이후 역대 최대 규모의 사상자를 기록했다.

## 전개

### 김대한의 방화와 1079호 열차의 대피
방화범 김대한(당시 56세)은 개인택시 운전을 하다가 우울증 증세를 보여 대구 시내 한 병원에서 정신과 치료를 받았던 것으로 알려졌고 2001년 4월은 뇌졸중이 겹쳐 상·하반신 마비증세로 11월 지체장애 2급 판정으로 거동이 불편한 상태였다. 
그리고 생계를 이어 왔던 개인택시를 무작정 세워둔 채 증세가 호전될 가망이 없자 김대한은 세상을 비관하게 되었고 방화를 일으키기 열흘 전은 자신이 다니던 중풍 치료병원을 찾아가 "불지르겠다" 소리치며 난동을 부릴 정도로 심리상태가 매우 불안한 상황이었다.
2003년 2월 18일 오전 9시경 안방에서 1회용 라이터 2개와 자동차 세척 샴푸통(용량 4리터의 흰색 플라스틱 통)을 꺼내 검은색 가방에 넣고 집을 나와 택시를 타고 가다가 대구 도시철도 1호선 송현역 부근에서 내린 다음 인근 주유소에서 휘발유 7,500원어치 상당을 구입하여 샴푸통에 담은 뒤 1호선 송현역으로 들어가 안심방향 승강장에서 9시 30분경 안심역 방면으로 운행되는 1079열차의 1호차에 탑승했다.
9시 52분경 1079열차가 반월당역을 출발해 중앙로역에 도착할 무렵 2호차와 가까운 1호차 노약자석 옆 일반석에 앉아 있던 김대한은 1회용 가스라이터를 꺼내 불을 켜려고 망설이던 중 맞은 편에 앉은 승객으로부터 "왜 자꾸 불을 켜려고 하느냐"는 나무라는 말을 듣자 순간적으로 불을 붙이기로 결심하고 1회용 가스라이터를 켠 다음 샴푸통에 들어있는 휘발유에 불을 붙였다.
방화범 김대한은 자신의 옷에 순식간에 불이 붙자 황급하게 가방을 객실 바닥에 던졌고 불길은 더욱 순식간에 객실 내로 번지면서 화재가 확산되었고 승객들은 우왕좌왕하며 혼란이 일어났고 당시 주변 승객들이 김대한을 말리려 달려들었음에도 불이 빠른 속도로 번져 저지하는데 실패했으나 불이 붙는 순간 중앙로역에 열차가 도착함과 동시에 출입문이 열리면서 1079호에 탑승한 많은 승객들이 무사히 대피할 수 있었다.
이후 김대한은 다른 승객들과 함께 역사 밖으로 대피한 뒤 구급차에 실려 인근 병원으로 이송되었고 1079호 열차 기관사 최정환은 중앙로역에 도착해 출입문을 연 뒤 "불이야!"하는 소리를 듣고 운전실 앞에 있는 CCTV 화면에 객차 쪽에서 승객들이 서둘러 빠져 나온 모습을 보고 운전실 옆에 있는 소화기를 들고 나와 불을 끄려 했지만 가연성 소재로 가득한 전동차 객실 내부의 불을 감당할 수 없게 되어 승객들에게 대피하라고 소리쳤다.
그러나 이 때 최정환 기관사는 화재 진화를 포기하고 대피할 때 중앙사령실에 제대로 신고를 하지 않고 대피하는 치명적인 실수를 저질렀고 이 때문에 중앙사령실에 화재 사실이 제대로 전달되지 못해 후속 열차인 1080호 열차의 피해로 이어지게 된다.

### 1080호 열차의 진입과 참사
중앙로역의 역무원은 9시 55분경 본역 화재를 종합사령실에 보고했지만 화재의 규모와 정보를 알지 못했던 운전사령은 1080호에 진입하지 말라거나 무정차 통과하라는 구체적인 지시를 내리지 않고 운행중인 전체 열차에게 "전 열차에 알립니다. 중앙로역에 진입시 조심해 운전해 들어가시기 바랍니다. 지금 화재 발생하였습니다."라는 지시만 내렸다.
결국 9시 55분 30초경 1079호 열차와 반대 방향 대곡 방면으로 운행한 1080호 열차가 이전역인 대구역을 출발하여 9시 56분 45초경 현장상황을 알지 못한 채 상행선 승강장에 진입하여 정차함으로써 1079호 열차에서 발생한 불길이 순식간에 1080호 열차로 옮겨 붙으면서 화재가 더욱 확산되기 시작하였다. 
그리고 이미 1080호 열차가 대구역을 출발했을 당시 중앙로역은 유독가스로 인한 연기로 인해 대피가 불가능할 정도로 시야확보가 안되었고 대현프리몰 지하상가로 향하는 방화셔터가 차단되어 탈출 경로도 한정적이었던 상황이었다.
화재 발생 20여초 만에 대구지하철공사 종합사령실에 설치되어 있던 승강장 감시용 CCTV의 화면에 아무것도 보이지 않을 정도로 검은 연기와 유독가스 분출량이 많았던 것으로 판단되며 화재가 진행되면서 지하 3층 승강장과 1079호와 1080호 열차 내부는 유독가스와 화재로 인한 열기로 인해서 많은 사람들이 대피하거나 우왕좌왕하는 등 아수라장이 되었다.
1079호 열차의 승객 거의 대부분은 정차 중으로 문이 열려 있고 기관사가 승객들에게 대피를 지시하여 대피한 반면 반대방향으로 운행 중이던 1080호 열차는 화재 상황을 잘 알지 못한 상황에서 역에 진입한 뒤 정차함에 따라 화재가 확산되어 많은 사상자가 발생하였다. 
특히 1080호 열차의 경우 중앙로역에 진입할 때 이미 승강장의 연기로 인해 전동차 외부의 시야가 전혀 확보되지 않았으며 1079호 열차 1호차와 인접한 1080호 열차 5~6호차의 승객들은 전동차가 중앙로역에 정차 후 전동차 외부상황에 대해 알 수 없을 만큼 이미 화재로 인한 연기가 지하 3층 승강장에 꽉 차 있는 상태였다.
중앙로역에 열차가 정차한 뒤 곧바로 출입문이 자동으로 열렸으나 연기가 밀려들어오자 기관사가 수동으로 닫았고 승객들에게 "곧 출발하겠다" 라는 안내방송을 반복하는 동안 대피가 지연되면서 골든타임을 놓치고 말았고 기관사는 급전을 받아 출발을 시도했으나 이미 1080호 열차가 도착하기 몇분 전 역사 두꺼비집에 스파크가 발생하여 모든 전기공급이 끊기면서 전동차는 전기가 들어왔다가 바로 전기가 나간 상황이 반복되었다.
결국 1080호 열차 내부는 연기로 가득차게 되었으며 대피하지 못한 승객들은 유독가스로 인한 연기로 질식하면서 사망했고 당시 기관차 바로 앞 객차인 1,2호차에 타고 있던 승객 몇 명은 기관실로 진입하여 기관사와 함께 역 밖으로 탈출하는데 성공했으나 뒷 객차에 타고 있던 승객들은 화재 사실이 전혀 전달되지 않아 많은 희생자를 냈다.
겨우 문을 열고 빠져나온 사람들도 이미 암전되어버린 중앙로역 내부에서 해메다가 빠져나오지 못하고 연기에 질식하거나 승강장이나 지하상가인 대현 프리몰 셔터 입구에서 쓰러져 사망한 경우도 많았다.
오전 9시 57분 32초, 1080호의 기관사 최모씨는 종합사령실 운전사령에게 열차무선으로 "엉망입니다. 빠른 조치 바랍니다."라고 요청했고 운전사령은 "대기하고 승객들에게 안내방송하라."는 지시를 받고 기관사는 "잠시후 출발할 것이니 기다려달라."고 안내방송을 하던 이 때 잠시 전력이 공급되어 1080호 기관사가 출발을 시도했으나 전력이 다시 끊기는 일이 반복되었고 운전사령의 지시를 받았으므로 승객들에게 전동차 안에서 대기하도록 승객들에게 안내방송을 했다.
오전 10시 2분 종합사령실 운전사령이 1080호 기관사에게 "승객들을 승강장 위로 대피시키라"고 지시했고 기관사는 출입문 개방스위치를 누른 후 대피안내방송 실시, 객실로 들어가 대피하라고 소리치면 2번 객실로 이동 중 승객 3~4명에게 대피시킬 것을 요청하며 계단 입구까지 유도한 뒤 다시 운전실로 돌아왔다.
그로부터 8분 후인 10시 10분 종합사령실 운전사령이 기관사에게 "전동차 판 내리고(열차 전원내리고/마스콘키를 빼고) 탈출하라"는 지시를 받고 마스콘키를 뽑아 일부 승객과 함께 탈출해버렸고 이에 대해서 참사 초기 언론에서는 마스콘키를 뽑아 문이 열리지 않아 시민들이 죽었다라며 책임을 1080호 기관사에게 떠 넘겼고 전동차는 공기로 출입문을 여닫는데 기본적인 상태가 출입문이 닫혀있지만 당시 대구시가 예산이 모자라 전동차를 싸게 만들기 위해 내장재 등 부품들이 거의 불연재를 쓰지 않았다. 
출입문을 여닫게 하는 공기호스도 불연재가 아니다 보니 화재로 녹아내려 열차에서 개방을 해도 문을 열 수 없는 상태였고 마스콘키를 뺀 것은 메뉴얼상 당연히 해야 하는 부분이고 운전사령의 지시로 메뉴얼상 1080호 기관사는 지시를 따랐을 뿐이었다.
대법원 판결에서도 출입문이 닫힌 것은 기관사 책임이 아니라고 했지만 누구하나는 책임을 져야 하는 상황이고 언론이 이미 뿌린 상황에서 1080호 기관사는 업무상과실치사상죄로 최고형인 금고 5년형을 선고받았다.
그리고 대구 지하철 화재 참사 1차 원인은 방화였지만 대구시의 예산절감을 위한 저질 전동차 도입, 안전에 취약한 지하철 역사 건설, 인력 감축 등이 참사를 키운 원흉이 되었으며 그나마 1080호 열차에 타고 있던 대구선의 권춘섭 금호역장이 비상 개방 장치를 취급하여 문을 열고 주위 승객들을 대피시켜 피해를 다소나마 줄일 수 있었고 훗날 권씨는 이러한 활동을 인정받아 2013년 6월 7일 개설된 철도안전 명예의 전당에 헌액되었다. 또한 일부 역무원이나 승객들은 선로로 대피하여 700m 떨어져 있는 대구역까지 걸어와서 대피하기도 하였다.
일부 승객들은 시야가 차단되자 가지고 있던 휴대전화 불빛으로 시야를 확보하여 탈출하려 하였으나 당시 피쳐폰의 저열한 밝기로는 시야확보에 전혀 도움이 되지 않았으며 당시는 불빛 없는 흑백폰이 여전히 사용되던 시절이라 전혀 탈출 도구로 쓰지 못하기도 하였지만 이 후 2016년부터 스마트폰에는 탈출용 목적으로 휴대전화 손전등이 탑재되어 있다.
결국 사망자 192명, 부상자 151명이라는 대형참사가 발생했고 사고 당시 화재가 처음 발생한 안심행 1079호 열차엔 방화범을 포함한 250여명이 대곡행 1080호 열차엔 180여명의 승객이 탑승했는데 이 중 1080호에서만 142명의 사망자가 나온 반면 1079호 열차에서는 단 1명의 사망자도 없다.
실제로 나머지 사망자 50명은 중앙로역과 연결된 대현프리몰 상가의 방화 셔터 앞과 중앙로역 곳곳에서 발견되었고 지하철에서 불이 나자 중앙로역 일대는 환풍구와 출입구 등에서 나온 시커먼 연기로 인해 유독가스가 시내 전체를 뒤덮어 앞을 제대로 분간할 수 없는 정도였으며 사고 소식을 접한 뒤 가족들의 생사를 확인하려는 사람들과 지켜보는 시민들로 아수라장을 이뤘다.
또한 지하철에 탔을 것으로 추정되는 승객 가족들은 현장에 나와 오열하였고 일부 가족들은 경북대학교병원과 계명대학교 동산병원 등을 뛰어다니다 눈물을 흘리며 현장으로 되돌아오기도 하였으며 사고수습대책본부와 언론사엔 사고경위와 사상자 명단을 알 수 없겠냐는 문의전화가 쇄도하였다.
사고가 나자 경찰관과 소방관이 긴급 출동하여 현장지휘소를 설치함과 동시에 중앙로 일대 차량 출입을 전면 통제하고 소방인력과 장비를 동원하여 화재진화와 구조작업을 펼쳤으나 화재와 유독가스로 현장접근이 힘들어 구조가 지연되자 지켜보던 많은 시민들은 안타까움을 감추지 못했다.

## 시간대별 상황

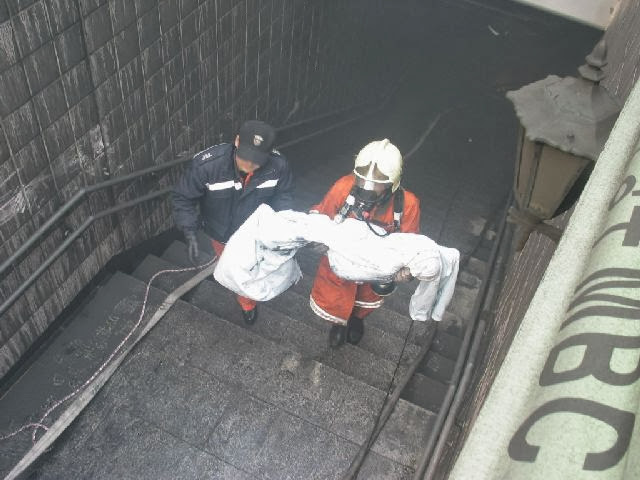
소방관이 시신을 수습하는 모습

사고 발생 초기 대구지하철공사 종합 사령실의 전동차 운행 및 통화 기록, 대구시 소방 본부 119 종합 상황실의 119 신고접수 및 무전상황 기록, 생존자들의 진술내용, 언론 보도내용 등을 종합하여 시간대별로 상황을 재구성하면 다음과 같다.

### 9시 30분 정각
1. 방화범 김대한이 방화를 목적으로 주유소에 방문하여 휘발유 7500원 어치 상당을 구입한 뒤 1호선 송현역 안심방면 승강장에서 안심행 1079열차 1호차에 탑승함.

### 9시 52분 32초 - 1079열차 중앙로역 도착
1. 안심행 1079열차가 중앙로역에 도착.

### 9시 53분 정각 - 화재발생
1. 안심행 1079열차가 중앙로역에 진입하는 순간 전동차에 타고 있던 방화범 김대한이 휘발유에 라이터를 켜 불을 붙임.
2. 불이 방화범의 옷으로 옮겨 붙자 방화범이 휘발유통이 든 가방을 전동차 바닥에 던져 불이 전동차 벽면과 천장 등에 옮겨 붙음.
3. 전동차 내부가 급속히 타들어 갔고, 많은 양의 검은 연기와 유독성 가스가 분출되어 승강장과 지하 1~2층의 대합실 등에 급속히 확산.
4. 승객들은 주출입구 쪽의 계단을 통해 대피하기 시작.
5. 1079열차 기관사는 소화기로 불을 끄려고 시도하였으나 실패하였으며, 화재발생 사실을 종합사령실에 보고하지 않은 채 역사 밖으로 대피.
6. 종합사령실 기계설비사령 주컴퓨터에 중앙로역 화재경보 문구가 뜨고 경보음이 울렸으나, 종합사령실에서는 확인을 하지 않음.

### 9시 53분 35초 ~ 9시 54분 40초
1. 1079열차의 40대 남자승객이 중앙로역 전동차 안에서 화재가 발생되었다는 내용을 소방본부 종합사령실에 최초 신고, 이후 역시 밖으로 탈출한 승객들과 전동차 안에 갇힌 승객들과 휴대전화 통화를 한 가족 등이 현장의 상황을 소방본부 종합상황실에 신고.
2. 소방본부 종합상황실에서는 삼덕파출소 등 8개 출동대에 출동명령.

### 9시 55분 정각
중앙로역 역무원이 종합사령실에 "중앙로역 실제 화재입니다. 전혀 앞이 분간이 안 됩니다. 신고 좀 부탁드립니다."라며 중앙로역 화재사실을 신고하였으나, 종합사령실에서는 사태의 심각성을 깨닫지 못하고 119 신고를 하지 않았음.

### 9시 55분 30초
1. 1080열차가 대구역에서 중앙로역으로 출발.
2. 중앙로역 역무원이 초기 소화를 시도하였으나 실패하고 일부 직원이 승객 대피 유도.

### 9시 55분 36초
종합사령실 운전사령이 전체 열차에 "중앙로역 진입 시 조심하여 운전하여 들어가시기 바랍니다. 지금 화재가 발생했습니다."라고 열차무선 전체 호출을 통하여 통보.

### 9시 56분 45초 - 1080열차 중앙로역 도착
1. 대곡행 1080열차가 이미 검은 연기가 가득 차 있던 중앙로역 승강장에 도착하여 출입문이 자동으로 열림.
2. 승강장에 있던 연기가 전동차 안으로 밀려들자 기관사가 즉시 출입문을 닫음.

### 9시 57분 07초
전동차 전원이 끊어짐에 따라 전동차가 움직일 수 없게 됨.

### 9시 57분 39초
1. 1080열차 기관사가 운전사령에게 열차무선으로 "엉망입니다. 빠른 조치바랍니다."라며 적정한 지시를 내려주도록 요구.
2. 운전사령은 상황판단을 하지 못한 채 "대기하고 승객들에게 안내 방송하라"고 지시하여 1080열차 기관사는 "잠시 후 출발할 것이니 기다려 달라"고 안내방송.
3. 중부소방서 서문로파출소 소방대원 현장 도착 및 인명구조 시작.

### 9시 57분 40초
중앙로역 역무원이 화재 사실을 119 신고.

### 9시 58분 28초
1. 1080열차 기관사가 종합사령실에 연락하여 승객 대피 여부를 결정하여 줄 것을 요구하던 중 전동차에 잠시 전력이 공급되어 출발시도.
2. 1080열차에 전력이 공급되어 기관사가 출발을 시도하면 전력이 다시 끊기는 일이 수차례 반복되면서 승객대피 여부를 결정하기 어려운 상황이 계속됨.
3. 1080열차 기관사는 전동차가 곧 출발할 예정이므로 전동차 안에 대기하도록 승객들에게 방송.
4. 1079열차에서 1080열차로 불이 옮겨 붙기 시작했을 것으로 추정.
5. 종합사령실과 1080열차간 열차무선 통화 두절.

### 10시 2분 48초
1. 종합사령실에서 1080열차에 전력이 공급되지 않고 중앙로역에 머물러 있다는 사실을 알고 1080열차 기관사에게 "승객들을 승강장 위로 대피시키라"고 지시.
2. 1080열차 기관사는 출입문을 개방하고 승객대피 안내방송 실시하나, 일부 차량에서는 문이 열리지 않았고 승객들이 수동으로 출입문을 여는 방법을 몰라 전동차 안에 갇혀 있게 됨.
3. 소방파출소 및 구조대가 현장에 도착하여 구조 활동 시작.

### 10시 4분 정각
1. 소방본부 종합상황실에서 복현파출소 등 16개 파출소 달서구조대, 동부구급구조대 등에 구급차와 물탱크차 출동 요청.
2. 지하 1층과 지하 2층에서 인명구조 계속 실시.

### 10시 10분 정각
1080열차 기관사는 운전사령의 "전동차 판(팬터그래프의 줄임말) 내리고 차 죽이고 가라"는 지시를 받고 승객들의 안전과 대피를 확인하지 않은 채 전동차의 마스터 키(주간제어기 키 즉 마스터키)를 뽑아 역사출입구를 통해 탈출.(원칙상 타인이 운전실에 들어가 운전하는 것을 막기위하여 기관사는 비상상황발생시 마스터키와 제동핸들을 가지고 나가게 되어있음)마스터 키를 빼면
문이 안 열림

### 10시 12분 정각
소방본부 종합사령실에서 대구시내 병원 구급차 동원 요청.

### 10시 17분 정각
1. 종합사령실에서는 다른 전동차의 운행을 통제하면서 모든 전동차의 운행을 정지시켰고 중앙로역 역무원들은 탈출후 모두 병원으로 이송됨.
2. 중부소방서장이 자체 비상소집 명령.

### 10시 25분 정각
소방본부장이 경북소방본부에 구조대 및 구급 대 지원요청.

### 10시 28분 정각
종합사령실에서 전 전동차 운행중지 및 승객하차 지시.

### 10시 52분 정각
소방본부장이 소방본부 전 직원 비상 소집명령.

### 11시 11분 정각
경북소방본부 6개 대의 구급차 12대 지원출동.

### 13시 38분 정각
화재 완전 진압.

## 사고당시의 열차 무선 교신내용
(교신시간. 통화자. 통화내용 순)
- 9시 55분

1. 운전사령: 전 열차에 알립니다. 중앙로역에 진입 시 조심해서 운전하여 들어가시기 바랍니다. 지금 화재가 발생했습니다.

- 9시 57분

1. 운전사령: 예. 사령이상. 사령이상.
2. 운전사령: 예. 사령이상.
3. 1080열차: 예. 1080입니다. 지금 단전입니까?
4. 운전사령: 단전이니까 방송좀 하시고.
5. 1080열차: 예.
6. 운전사령: 계세요.
7. 1080열차: 아……. 연기 나고 엉망입니다.

- 9시 58분

1. 운전사령: 79열차 지금 화재가 났으니까, 79열차 지금 화재가 났으니까.
2. 1080열차: 예.
3. 운전사령: 거저 뭐야, 안내방송하시고.
4. 1080열차: 엉망입니다. 답답하니까 빨리 조치 바랍니다.
5. 운전사령: 예. 예.
6. 운전사령: 1080열차 이상, 1080열차 사령이상.
7. 운전사령: 예. 사령이상.
8. 1080열차: 예. 중앙로역입니다. 대피시킵니까? 어떡합니까?
9. 운전사령: 단전돼서 차가 못 움직이잖아, 지금!
10. 1080열차: 예.
11. 운전사령: 그럼 일단 방송하시고.
12. 1080열차: 예, 지금 바로 출발합니다. 급전되었습니다.
13. 운전사령: 급전됐어?
14. 1080열차: 예.

- 9시 59분

1. 운전사령: 그럼. 발차.
2. 1080열차: 예.
3. 운전사령: 조심히 나가세요.
4. 1080열차: 아……. 미치겠네.
5. 운전사령: 예. 사령 이상.
6. 1080열차: 지금 급전됐다 왔다 갔다 하는 데. 차 죽여서 다시 살릴게요. 지금 급전됐다 살았다가 죽었다 엉망입니다.
7. 운전사령: 침착하게. 침착하게 하세요. 아 여보세요.

(이후 운전사령이 다른 열차 기관사들과 통화함)
- 10시 정각

1. 운전사령: 예, 1082열차.
2. 1082열차: 예, 수고하십니다. 1082열차 14편성. 지금 단전되어가지고 차가 칠성역(현재 칠성시장역)에 서 있어 못가고 있습니다.
3. 운전사령: 예, 지금 단전상태이니깐요. 안내방송하세요……. 여보세요.

- 10시 2분

1. 운전사령: 1077열차. 사령 이상.
2. 1077열차: 예.
3. 운전사령: 예, 방촌역에서 1분. 용계역에서 1분해갖고 2분 연발해가시고 사유는 반월당에서 신천하선 단전되어 가지고 뒷 차가 못 오니까 간격 조정입니다. 아니. 중앙로상선 열차는 지금 1080열차는 지금 급전 안 돼 있어요. 지금 1080열차예요. 지금 보조 계기가 제로예요. 아 그럼 일단 판[4] 내려갔고, 대기 하고 있으세요. 아니 연기가 많이 찼어요? 연기가 찼으면 승객들 승강장 위로 대피시키세요. 대피시키고 방송하세요. 문 열어 놓고 안내 방송 잘하고 승강장 위로 대피시키세요.

- 10시 4분

1. 운전사령: 1079사령이상. 1070사령이상.
2. 운전사령: 1081. 1080. 1080. 1082. 1082 나오세요. 1079나오세요. 1080.

- 10시 6분

1. 운전사령: 운전사령에서 본선 운행 중인 전 열차에 알립니다. 현재 반월당역에서 신천역간 하선 단전으로 하선 열차 정상운행이 안 되고 있으니까. 상선 열차는 정상 운행을 하시고, 상선 열차 중에서 보조 계기 제로인 열차 및 큰고개. 중앙로. 교대간. 신호 안 뜨는 열차는 속히 운전사령에 속히 연락 부탁합니다.

- 10시 9분

1. 운전사령: 1082열차 나오세요. 사령이상.

- 10시 10분

1. 운전사령: 1082열차 나오세요. 사령이상 1079나오세요. 사령이상. 1080나오세요. 사령이상.

- 10시 17분

1. 운전사령: 전 열차에 알립니다. 역에 도착한 열차는 사령지시 받고 발차하시기 바랍니다.

## 인명피해
대구 지하철 중앙로역 화재사고로 인한 인명피해는 사망자 192명, 부상자 151명으로 총 343명에 달하는데 사망자 192명 중 신원이 확인된 사망자가 186명, 신원미확인 사망자가 6명이었고 신원미확인 사망자 6명 중에서 DNA가 확인된 사망자가 3명, DNA 확인이 불가능한 사망자가 3명이었다.
1. 2.18 대구지하철 참사 신원확인불능 A26-ca03, A24-ca08의 묘
2. 2.18 대구지하철 참사 신원확인불능 K42의 묘
3. 2.18 대구지하철 참사 신원확인불능 K14의 묘
4. 2.18 대구지하철 참사 DNA감정 확인 미신고 K35(여)의 묘
5. 2.18 대구지하철 참사 DNA감정 확인 미신고 K05(여)의 묘
6. 2.18 대구지하철 참사 DNA감정 확인 미신고 D08-ca01(남)의 묘

- 성별

1. 사망자 - 186명(신원미확인 사망자 6명 제외) - 남자: 61명, 여자: 125명
2. 부상자 - 151명(법적보상 제외자포함) - 남자: 80명, 여자: 71명

- 연령별

1. 사망자 186명 - 0~9세: 4명, 10~19세: 30명, 20~29세: 52명, 30~39세: 28명, 40~49세: 15명, 50~59세: 28명, 60세 이상: 29명
2. 부상자 151명 - 0~9세: 3명, 10~19세: 18명, 20~29세: 38명, 30~39세: 39명, 40~49세: 30명, 50~59세: 12명, 60세 이상: 11명

- 직업별

1. 사망자 186명 - 무직: 29명, 학생: 47명, 가사: 26명, 자영업: 11명, 일용직: 2명, 회사원: 15명, 공무원,교사: 5명, 기타: 51명
2. 부상자 151명 - 무직: 5명, 학생: 29명, 가사: 37명, 자영업: 10명, 일용직: 17명, 회사원: 32명, 공무원, 교사: 14명, 기타: 7명

- 지역별

1. 사망자 186명 - 중구: 1명, 동구: 92명, 남구: 4명, 북구: 8명, 수성구: 6명, 달서구: 8명, 달성군: 2명, 경북: 48명, 기타: 17명
2. 부상자 151명 - 중구: 2명, 동구: 78명, 서구: 5명, 남구: 11명, 북구: 10명, 수성구: 6명, 달서구: 13명, 달성군: 6명, 경북: 14명, 기타: 6명

지하철이 대중교통수단이기 때문에 많은 사람들이 이용하고 있었을 뿐만 아니라, 사고 발생시간이 9시 53분경으로 비교적 많은 사람들이 이용하는 바쁜 시간이었기 때문에 인명피해의 규모가 컸다.
사상자 가운데 동구 주민이 가장 많았던 것은 안심역에서 출발한 1080열차에 탑승한 승객들의 인명피해가 컸고, 달서구 대곡역에서 동구 안심역으로 가던 1079열차에 동구 지역 주민들이 많이 탑승했기 때문으로 풀이된다.
사고가 발생한 뒤 중앙로역 일대는 실종된 가족을 찾으려는 사람들이 몰려들어 플랜카드를 붙히기도 했으며 KT(당시 KTF), LG유플러스(당시 LG텔레콤), SK텔레콤 등 통신사들은 중앙로역 기지국 데이터를 조회한 뒤 탑승객들의 마지막 휴대전화 신호 위치를 조회해 발표하기도 했다.
또한 청~장년층에서 사상자가 많이 발생한 것은 시기적으로 봄방학 기간이었던 점과 사고 당일 계명대학교 졸업식에 참석하기 위해 일가족이 함께 탑승하였다가 사고를 당한 사례가 18가족이나 되어서 안타까움을 더하게 하였다.
이번 지하철 사고에서는 부-모, 모-자, 처-자 등 1가구에 2명 이상의 가족이 동시에 참변을 당한 유가족이 12가구나 되었으며 특히 두 딸을 동시에 잃었던 모친 김모씨의 경우 보상합의 후 두 딸의 극락왕생을 기원하는 천도제를 지내기 위해 경남에 있는 한 사찰을 찾았다가 9월 한반도 남부를 강타한 태풍 "매미"로 인해 사찰 내 요사체가 붕괴되면서 모친도 두 딸의 뒤를 따라갔다.
- 동시 사망자 현황

1. 부-모: 2가구
2. 모-자: 1가구
3. 처-자: 6가구

- 자녀

1. 딸: 1가구
2. 아들: 1가구
3. 딸·아들: 1가구

## 지하철 공사 직원의 초동 대응

### 기관사

#### 1079호 열차 기관사
안심행 1079호 열차 기관사 최정환은 09:52:32경 중앙로역에 도착하여 출입문 개방상태에서 후사경과 CCTV로 승객 승하차 상태를 감시하던 중 하차 승객들의 동요와 불이 났다는 소리를 듣고 운전실 밖으로 나가 1호차 객실에서 불길이 솟아오르는 것을 발견하였다.
화재를 진화하려고 운전실에 있는 소화기를 가지고 1호차 객실로 뛰어가 객실 안 불길을 향해 소화기를 분사하였으나 소화액을 전부 분출하여도 불길이 진화되지 않고 확산되어 더 이상 화재를 진압하기가 어렵다고 판단하고 당황한 나머지 운전사령에게 화재 위치 및 규모 등에 대하여 보고하지 못한 채 역사 밖으로 대피했다.

#### 1080호 열차 기관사
대곡행 1080호 열차 기관사 최상열은 09:55:30경 대구역을 출발할 무렵 운전사령 으로부터 "중앙로역 진입 시 조심해 운전하여 들어가시기 바랍니다. 지금 화재가 발생하였습니다."라는 내용을 열차무선 전체호출(ALL Call)을 통하여 통보받았으나 평상시처럼 S-ATO모드(반자동 열차운전: 열차의 운행, 정위치 정차, 출입문 개방은 자동으로 이루어지고 출입문 폐쇄, 출발은 기관사의 수동취급으로 이루어지는 운전방식)로 대구역을 출발하여 중앙로역에 진입하였다.
중앙로역에 진입하기 전 상당거리 전방에서 역구내에 매연이 가득한 것을 발견하였으나 큰 화재가 아닐 것이라고 생각하고 별다른 조치 없이 중앙로역 승강장으로 진입하면서 운전사령에 보고하기 위해 열차무선 통화를 시도했지만 통화가 되지 않고 09:56:45경 1080열차는 자동으로 중앙로역 상선 승강장에 정차한 후 출입문이 개방되었다.
승강장 상태를 확인하려고 운전실측 창문을 열어보니 유독가스가 극심하여 "출입문을 닫습니다. 곧 출발합니다." 라고 안내방송을 하고, 곧바로 객실출입문을 닫고 중앙로역을 출발하기 위해 FMC모드(수동운전: 열차운전, 정지, 출입문 등 모든 제어를 기관사의 수동취급으로 이루어지는 운전방식)로 전환하여 출발하려 하였으나 09:57:07경 전차선 단전이 발생되어 출발하지 못하였다.
곧바로 운전사령과 무선통화로 전차선 급전 및 조치를 취하여 줄 것을 요구하였으나 아무런 조치가 이루어지지 않아 09:58경 다시 운전사령과 무선통화로 승객대피에 대해 대화를 하던 중 급전이 이루어져 출발하려 했으나 바로 단전이 되어 출발하지 못했다.
09:59경 다시 운전사령과 무선통화에서 급전과 단전이 반복되어 전동차를 재 기동하겠다고 통화한 후 팬터그래프(전차선으로부터 전력을 받아들이는 장치)하강 및 MC Key(Master Control Key: 자동차열쇠와 같이 받아들이는 장치)를 off한 후 잠시 대기하였다가 전동차를 기동하여 출발을 시도했으나 실패하였다.
몇 차례 전동차 출발에 실패하자 승객들에게 "잠시 기다려 달라"는 안내방송을 2~3회 실시하고 10:03경 자신의 휴대폰으로 운전사령실과 통화하면서 "연기가 많이 찼으면 문 열어 놓고 안내방송을 해서 승객들을 승강장 위로 대피시키라"는 지시를 받았다.
운전실 우측측면 출입문 열림 스위치(DOOS3)로 출입문을 개방하고 2회 정도 승객대피 안내방송을 하고 운전용품함에 비치된 손전등을 꺼내어 객실로 이동 중 입구에서 3~4명이 대피시켜 줄 것을 요청하여 계단입구까지 유도하고 다시 운전실로 돌아왔다.
10:10분 경 다시 운전사령실과 통화하던 중 "전동차 판 내리고 대피하라"는 지시를 받고 MC Key를 취거하여 일부승객과 함께 지상으로 대피하였다.

### 중앙로역 역무원
중앙로역 역무실에는 승강장을 비롯한 역구내를 감시하는 CCTV 5대가 설치되어 있고 승강장에는 상선과 하선에 각각 2대의 CCTV가 설치되어 있어 전동차가 승강장에 진입하여 승강장을 벗어날 때까지 역무실 CCTV 감시모니터에 나타나 감시할 수 있다.
또한, 화재수신반은 역구내에서 화재가 발생할 경우 경보가 울리면서 화재 발생구역에 경보 등이 표시되며, LCP(현장운전취급 제어반)가 설치되어 있어 중앙로역 및 인접 역인 반월당역, 대구역을 운행 중인 열차번호와 운행상황을 파악할 수 있고, 종합사령실 운전사령과의 직통전화인 사령전화가 설치되어 있다.
중앙로역에는 역무실 1개소, 매표소 2개소, 개집표소 4개소, 발매기실 3개소가 있고, 사고당일인 2월 18일에는 조책임자 1명, 역무실 모니터 감시 및 수입금관리 1명, 매표소 2명, 기기관리 1명 등 총 5명이 근무하였다.

#### 조책임자
당일근무 조책임자는 근무 직원들을 지휘감독하고 역사시설물을 관리하는 등 역의 업무를 총괄하는 책임자로 역무실 승차권창고에서 수입금 계산을 하고 있는 모니터 감시 및 수입금 관리담당자의 수입금 계산을 도와주고 있었다.
09:53경 1079열차의 방화로 인하여 화재경보기가 울리자 역무실의 화재수신방으로 하선(안심방면) 승강장 화재감지기가 동작됨을 확인하고 때마침 역무실로 들어오던 기기관리담당자에게 하선(안심방면) 승강장으로 내려가서 실제로 화재가 발생되었는지 확인하라고 지시하였다.
역무실 승차권 창고에서 수입금 계산을 하던 직원에게도 소화할 것을 지시한 후 09:55경 운전사령에게 사령전화로 "중앙로역 실제 화재입니다. 전혀 앞에 분간이 안 됩니다. 신고 좀 부탁합니다." 라고 화재발생을 보고했으나 1079호 열차에서 화재가 발생되었다고 상세하게 보고하지 못하였다.
09:57경 119에 중앙로역 대합실에 실제 화재 상황을 신고했고 09:59경 다시 운전사령으로부터 중앙로역 신호장애로 선로전환기를 쇄정하라는 지시와 함께 전동차 안에서 화재가 났는지 물어 와 그 장소에 연기가 많아 어딘지 모르며 선로전환기 쪽으로 내려 갈 수 없다고 대답하였다.
10:04경 다시 운전사령으로부터 승객들이 올라가니 안내방송을 하라는 지시를 받은 후 유독가스와 매연이 극심한 가운데 승객으로 보이는 사람들이 역무실로 들어와 "살려 달라" 고 하여 방독면을 씌워주었고 매연으로 앞이 보이지 않아 벽을 짚어가면서 지하 1층 대합실로 올라온 후 3번 출구를 통해 밖으로 나와 병원으로 후송되었다.

#### 기기관리 근무자
기기관리 근무자는 09:30경 제2 매표소에서 근무하다가 업무를 교대하고 역무실로 들어오던 중 역무실에 근무하던 조책임자로부터 승강장에 실제 화재가 발생되었는지 확인해 보라는 지시를 받고, 지하 3층 하선(안심방면) 승강장으로 내려가 1079열차에서 화재가 발생하여 연기가 자욱함을 확인하고 신속히 역무실로 돌아와 조책임자에게 실제 화재사실을 보고하였다.
실제 화재사실을 보고 받은 조책임자가 역무실에 있는 소화기를 주면서 발화지점으로 가서 소화하라고 지시함에 따라 안심방면 승강장으로 달려가 1079열차 1호차 객실 안을 향하여 소화기를 분사하였으나 불길이 거세어 진화가 되지 않았다.
이후 매연과 유독가스가 급속히 번지며 주변이 암흑상태가 되어 앞을 분간 할 수 없는 상황이라 주위사람들을 소리 등으로 안내하여 지하 2층 대합실로 대피시키고 매연과 유독가스가 극심하여 견딜 수가 없어 매표실을 나와 미처 대피하지 못한 몇 명의 승객과 함께 손을 잡고 지하 1층으로 대피하던 중 실신하여 119에 구조되어 병원으로 후송되었다.

#### 수입금 관리 및 모니터감시 근무자
수입금 관리자 휴가로 수입금 관리 및 모니터 감시업무를 맡은 역무원은 역무실 내 승차권 창고에서 전일 수입금을 은행에 입금하기 위해 승차권 발매기에서 동전을 수거하여 계수기로 금액을 세고 있었다.
이 때 조책임자가 화재가 발생했다고 하며 역무실에 있는 소화기를 주면서 화재 발생현장으로 내려가 소화하라는 지시를 받고 불이 어디서 났는지 살피면서 하선(안심방면)승강장쪽 계단을 내려가려 했으나 계단으로 승객이 올라오면서 지하 3층 승강장에는 사람이 없으니 대피하라고 하며 자기가 화재현장을 목격하고 119에 신고했다는 승객과 함께 나오다가 지하 1층 대합실에 있는 사람들을 대피시키고 밖으로 나와 병원으로 후송되었다.

#### 매표소 근무자
제1 매표소에서 근무하던 직원은 화재경보가 울리고, 승객의 "불이야" 하는 고함소리를 듣고 매표실안에 있는 비상버튼을 눌러 개집표기 및 게이트를 모두 개방시키고, 매표실 방송장치로 승객대피 안내방송을 2~3회 실시하고 중앙로역 중간지점에 설치된 게이트 상태 확인과 매표 수입금을 정리하던 중 유독가스 및 매연으로 호흡이 곤란하여 고통을 참아가며 4번 출구로 대피하여 소방관에 의해 구조되었다.
한편, 제2 매표소에서 근무를 하던 직원은 비상게이트를 개방하여 승객대피가 용이하도록 하고 매표실내 방송장치를 이용하여 승객 대피 안내방송을 한 뒤 하선(안심방면)승강장 계단 쪽으로 내려가려 하였으나 연기가 심하게 올라와 내려가지 못하고 매표소로 돌아와 상황을 파악하다가 매연과 유독가스로 아무것도 볼 수 없어 벽을 짚어가며 계단을 찾아 지하 1층 대합실 기둥부근에서 의식을 잃기 직전 소방관에 구조되어 병원으로 후송되었다.

### 종합사령실
종합사령실에는 열차운행 관리를 담당하는 운전사령, 전력공급 관리를 담당하는 전력사령, 종합열차제어시스템 관리를 담당하는 신호사령, 역사공조방재 관리를 담당하는 기계설비사령, 열차무선 통신시스템 관리를 담당하는 통신사령 등이 있다.
근무자는 종합사령실 전체를 총괄하는 종합사령팀장 1명과 각 사령을 책임지고 있는 담당(과장) 각 1명이 통상 근무하고 있고, 이번 사고 발생당시 운전사령실에는 9명이 1조 3명씩(주사령 1명, 선사령 2명) 3조 2교대로 근무하였고, 전력사령실에도 9명이 1조 3명씩(주사령 1명, 선사령 2명) 3조 2교대로 근무를 하고 있었으며, 설비사령실에는 6명이 1조 2명씩 (주사령 1명, 선사령 1명) 3조 2교대로 근무하고 있었다.

#### 운전사령
운전사령은 신호 및 선로전환기의 취급과 LDP(열차운행상황표시판), CCTV 등에 의한 열차운행 감시와 통제, 선로상의 열차운행 정리, 운전사고 및 장애, 이례적 상황이 발생할 경우 긴급조치 등을 담당하고 있으며, LDP에는 1호선 전 구간 열차 운행정보가 표시되고 CCTV 22대가 설치되어 있어 각 역 승강장에 전동차 진입 시부터 벗어날 때까지 모습을 감시할 수 있다.

##### 주사령 근무자
열차운행 관리업무를 수행하던 주사령 곽정환은 09:55경 대곡~중앙로역간 선사령의 "중앙로역 화재" 하고 전파하는 소리를 듣고 중앙로역 화재사실을 알았으나, 화재발생으로 인한 검은 연기 때문에 CCTV 모니터에 중앙로역 승강장 모습이 제대로 나타나지 않아 화재원인과 규모에 대하여 자세히 알지 못했고, 09:58경 교대역~큰고개역의 궤도단락으로 신호제어가 되지 않아 선로전환기 수동취급 지시 및 지연열차의 운행통제를 하였다.

##### 대곡역~중앙로역간 선사령 근무자
대곡~중앙로역간 선사령 근무자는 09:55경 중앙로역의 조책임자로부터 "중앙로역 실제 화재입니다. 전혀 앞에 분간이 안 됩니다. 신고 좀 부탁합니다."라는 전화를 받고 운전사령실에 "중앙로역 화재"를 복창하여 운전사령실 근무자들에게 화재 사실을 전파했다.
화재로 인하여 발생한 검은 연기 때문에 CCTV 모니터에 중앙로역 승강장 모습이 제대로 나타나지 않아 화재원인과 규모에 대하여 알기 어려웠음으로 일단 중앙로역 부근을 운행 중인 전동차를 정차시키고 화재원인과 규모 등에 대하여 정확히 파악한 후에 출발 가능한 상황이면 출발해야 되는 조치를 취하여야 함에도 큰 화재가 아닐 것으로 생각하고 열차무선 전체호출(ALL CALL)을 통하여 중앙로역에 화재가 발생하였으니 주의 운전하라고 지시를 하였다.
09:57경 중앙로역 상선(대곡방면)에 도착한 1080호 열차 기관사로부터 전차선 단전과 승객대피에 대한 조치방법에 대해 요청받고 무선통화로 승객 안내방송을 지시하던 중 통화가 끊어졌다.
이후 단전구간 운행 열차 기관사로부터 단전내용을 보고 받고 안내방송을 시행토록 지시하는 등 운전정리를 하던 중 10:17경 전 구간의 열차 운행이 곤란하여 전 열차에 운행대기를 지시하였다.

##### 대구역~안심역간 선사령 근무자
대구역~안심역간 선사령 근무자는 대곡~중앙로역간 선사령 근무자의 중앙로역 화재발생 전파내용을 듣고, 09:55경 기계설비사령에게 사령전화로 화재사실 확인과 재연설비를 가동할 것을 통보했다.
09:57경 중앙로역 조책임자에게 사령전화로 1079열차에 소화기를 가지고 내려갔는지 확인한 후 09:59경 중앙로역 선로전환기 장애가 발생되면서 사령전화로 중앙로역 조책임자에게 쇄정하도록 지시하면서 전동차 안에서 화재가 났는지 확인했으나 화재 장소가 어딘지 모르겠다고 주장했다.
10:03경 1080호 열차 기관사에게 전화통화로 연기가 많이 찼으면 전동차 출입문을 개방하고 승객대피 안내방송과 승강장 위로 대피시킬 것을 지시했고 10:06경 전 전동차에 열차무선으로 반월당~신천간 하선 전차선 단전으로 하선(안심방면)전동차의 정상운행이 안 되고 있으며 상선(대곡방면)전동차는 정상 운행할 것과 상선 전동차중 단전전동차 및 신호현시 불능인 전동차는 사령에 통보하도록 지시했다.
10:10경 1080열차 기관사로부터 걸려 온 일반전화 통화에서 전동차와 현장상황이 파악되지 않으면, 팬터그래프를 내리고 전동차 기동을 끄고(MC Key 취거) 대합실로 대피할 것을 지시하였다.
10:17경 전역에 열차 운행중지 및 대기를 지시했으며 10:28경 종합사령팀장으로부터 전동차 운행중단 지시를 받고 모든 열차의 승객을 하차할 것을 지시했다.

#### 기계설비사령
기계설비사령은 각 지하철역사에 설치된 기계와 방재설비를 감시할 수 있는 컴퓨터를 통하여 기계설비의 중앙감시 및 제어기능을 수행하며 기계와 방재설비에 이상이 발생하였을 경우 응급조치 및 관련 부서에 대한 통보업무를 담당하고 있다.

##### 주사령 근무자
09:00부터 1단계 구간(대곡역~중앙로역) 설비의 이상 유무를 확인하고 09:30경에 신체검사를 받기 위해 사내 2층 휴게실에서 대기하던 중 10:03경 기계설비담당으로부터 화재발생 사실을 휴대폰으로 연락을 받고 사령실로 돌아와 중앙로역 시종점 본선 배기 송풍기를 수동으로 가동하였다.
대합실 및 승강장 공조기의 환기팬을 가동하던 중 중앙로 신호기계실에 직원 10여명이 고립되어 있다는 통보를 받고 중앙로역사 패키지 에어컨을 수동 가동하고 본선급기 송풍기도 수동으로 가동하여 배기시키고, 배연팬, 공조기 환기팬이 정상 가동되는지 감시하였다.

##### 선사령 근무자
09:00부터 2단계 구간(대구역~안심역) 설비의 이상 유무를 확인하고 09:30부터 주사령이 건강검진을 위해 2층 검사장으로 내려간 후 혼자 기계설비 사령 장치를 감시하던 중 09:53경 중앙로역 화재경보가 주컴퓨터에 현시되고 그 내용이 프린터로 출력되었으나 이를 확인하지 못하고 09:55경 운전사령 으로부터 중앙로역 화재발생 확인 및 재연설비를 가동할 것을 통보받고서 주컴퓨터의 화재경보사실을 확인하고 재연설비를 가동하였다.

#### 전력사령
전력사령은 전동차 운행에 필요한 전차선 전력과 각 역사에 필요한 전력공급 계통을 감시할 수 있는 컴퓨터를 통하여 전력공급 계통을 감시 및 제어하며 이상이 발생하였을 경우 응급조치 및 관계 부서에 통보업무를 담당한다.

##### 주사령 근무자
전력공급 계통을 감시하던 주사령은 09:57경에 영대병원~신천변전소 구간 전차선로 상하선이 영대병원변전소 반월당측(안심방면)과 신천변전소 반월당측(대곡방면)의 HSCB(직류고속도차단기: 전차선 양단에 설치되어 전력공급과 과부하 등 회로이상시 신속히 차단하여 관련 장치를 보호하는 차단기)가 개방되고 반월당변전소 직류 급전계통의 모든 차단기가 개방되며 단전됨을 확인하고 자동급전이 정상적으로 실행되는지 감시하였다.
자동재폐로(전차선 급전중 과부하 등 회로이상으로 차단기가 차단되면 컴퓨터 프로그램에 따라 자동으로 차단기를 3회까지 투입하여 급전을 시도하는 기능)에 의한 급전이 실패함으로 선사령에게 신천변전소 반월당측의 차단기를 오버라이드(전차선 급전구간의 전력공급은 인접한 변전소 양단에서 공급하고 있으며, 과부하 등 회로이상으로 한 변전소 차단기가 차단되면 같은 급전구간의 인접변전소 차단기를 연계 차단시키는 기능이 있으며, 연계차단이 되지 않도록 설정함)로 절체하여 자동재폐로를 실행한 결과 영대병원변전소 하선(안심방면)구간은 급전하였다.
그러나 신천변전소 반월당측 상선(대곡방면)은 자동재폐로가 실행되던 중 짧은 시간 (17초, 33초)동안 급전이 유지된 후 다시 단전이 되면서 자동재폐로가 또 다시 이루어졌으나 실패하여 수동으로 HSCB를 투입할 것을 선사령에게 지시하였으나 급전에 실패하였다.

##### 선사령 근무자
전력공급계통을 감시하던 선사령은 09:57경 영대병원~신천변전소 구간 전차선로 상하선이 영대병원변전소 반월당측(안심방면)과 신천변전소 반월당측(대곡방면) HSCB가 개방되고 반월당변전소 직류 급전계통의 모든 차단기가 개방되며 단전됨을 확인하고 자동재폐로의 과정이 정상적으로 실행되는지 감시하였다.
자동재폐로에 의한 급전이 실행되지 않아 주사령의 지시에 따라 신천변전소에 반월당측의 차단기를 오버라이드로 절체하였으나 신천변전소의 반월당측 하선(안심방면)차단기는 투입 즉시 개방되었고 상선(대곡방면) 차단기는 짧은 시간(17초, 33초)동안 급전을 유지하다가 개방되면서 자동재폐로가 실행되었으나 이후 다시 개방되어 수동투입으로 또 다시 급전을 시도하였으나 급전이 되지 않았다.

## 문제점

### 낙후된 소방 기술
초기 신고자로부터 현장상황에 대한 정보파악 시도가 전혀 없이 무작정 현장으로 출동하였다. 절박한 신고자에게 '출동했다.','예, 갑니다.'라는 말만 되풀이 하였다.(녹음자료로 확인된 사실) 또한 지하철 화재진압 기술 및 대비가 거의 없는 형편이었다. 분진 마스크, 방독면, 산소통, 방열복, 연기 강제배출 장비 등이 절대 부족하여 사고 발생 후 3시간 이상이나 구조대 현장진입 불가능 상태였다. 소방차 84대, 소방관, 경찰 등 3200명이 출동했지만 실속 있는 조치는 전무하였다.

### 사고 관리 시스템 부재
사고발생의 원인을 구조적 문제와 같은 근본 원인보다는 하위직의 개인 실수에서 찾아 처벌하려고 하였다. 또한 사망자, 실종자 파악, 현장수습, 유가족 대책수립, 행정처리 절차가 미흡하였다. 결정적으로 현장 보존에 실패하였다. 소방관의 진화, 구조 활동에 의한 훼손, 취재 기자들에 의한 훼손방치, 고위 정치인의 이튿날 현장방문에 대비한 현장 훼손 군 병력 투입, 물청소 실시, 뚫린 창문에 대한 응급조치도 없이 소실된 전철 차량의 이동 등 사고 관리에 있어서 많은 문제점들이 있었다.

### 부실한 사회 안전망과 저급 전동차
대중교통수단인 전철의 객차가 화재에 매우 취약한 가연성 재질인, 폴리우레탄 폼 재질의 시트, FRP 소재로 구성된 내장재, 폴리염화비닐 재질로 된 내부 통로 자바레 및 바닥재로 구성되었다는 점이 문제였다. 특히 시트가 빠른 속도로 불에 타면서 치명적인 유독가스를 발생시켰다. 당시 열차 차량에 대한 소방안전대책은 전무한 실정이었다. 고작 소화기 비치가 전부였고 객차의 경우 건축법, 소방법 및 전기사업법의 적용을 받지 않고 있었다. 결과적으로 기관사와 종합사령실 관계자 몇 명 정도만 과실과 직무유기로 처벌되는 수준으로 사건은 마무리되었다. 또한 1993년 대구광역시지하철공사(현 대구교통공사)에서 매입한 전동차량의 단가는 1량 당 5억 원 수준이었다. 그나마도 낙찰 이후 예산부족을 이유로 대금을 더 삭감하였다. 이는 전동차를 부실한 재질로 제작하게 만드는 원인이 되었다. 선진국에 수출하는 전동차의 단가는 약 17억, 서울 및 부산, 인천 도시철도의 단가는 약 8억이었던 것에 비해 무척 싼 가격이었다.

### 사고 후 전동차 훼손
참사 이후 화재 전동차를 바로 월배차량사업소로 이송하여 물청소를 하여 그을음을 씻어냈다. 그런데 그 과정에서 전동차의 화재 흔적이 심하게 훼손되었기에, 따라서 방화 범인은 알 수 있었지만, 전동차의 화재 상황, 흔적에 대한 경위를 자세히 알 수 없었다.

### 휘발유를 함부로 판매하는 안전 불감증
사건이 발생하기 전, 김대한은 방화를 목적으로 주유소를 방문하여 자동차 세척용 샴푸통 용량 4리터의 흰색 플라스틱 통에 휘발유를 구입해 갔다. 한편, 주유소 측에서는 정확한 확인을 하지 않은 채 인화성과 폭발 위험이 높은 휘발유를 용기에 담아 판매함으로써 사건이 일어나는 데 한 몫을 한 셈이었다. 석유관계법에 따르면 자동차용 휘발유는 절대로 변형된 방법으로 임의의 용기에 판매하지 못하도록 규정되어 있으며, 적발될 경우 해당 주유소에 강력한 행정 처분이 내려지게 된다. 그렇지만 기름보관용 플라스틱통에는 휘발유는 20리터까지, 경유는 30리터까지 구매&운반이 가능하다.

## 사고 후

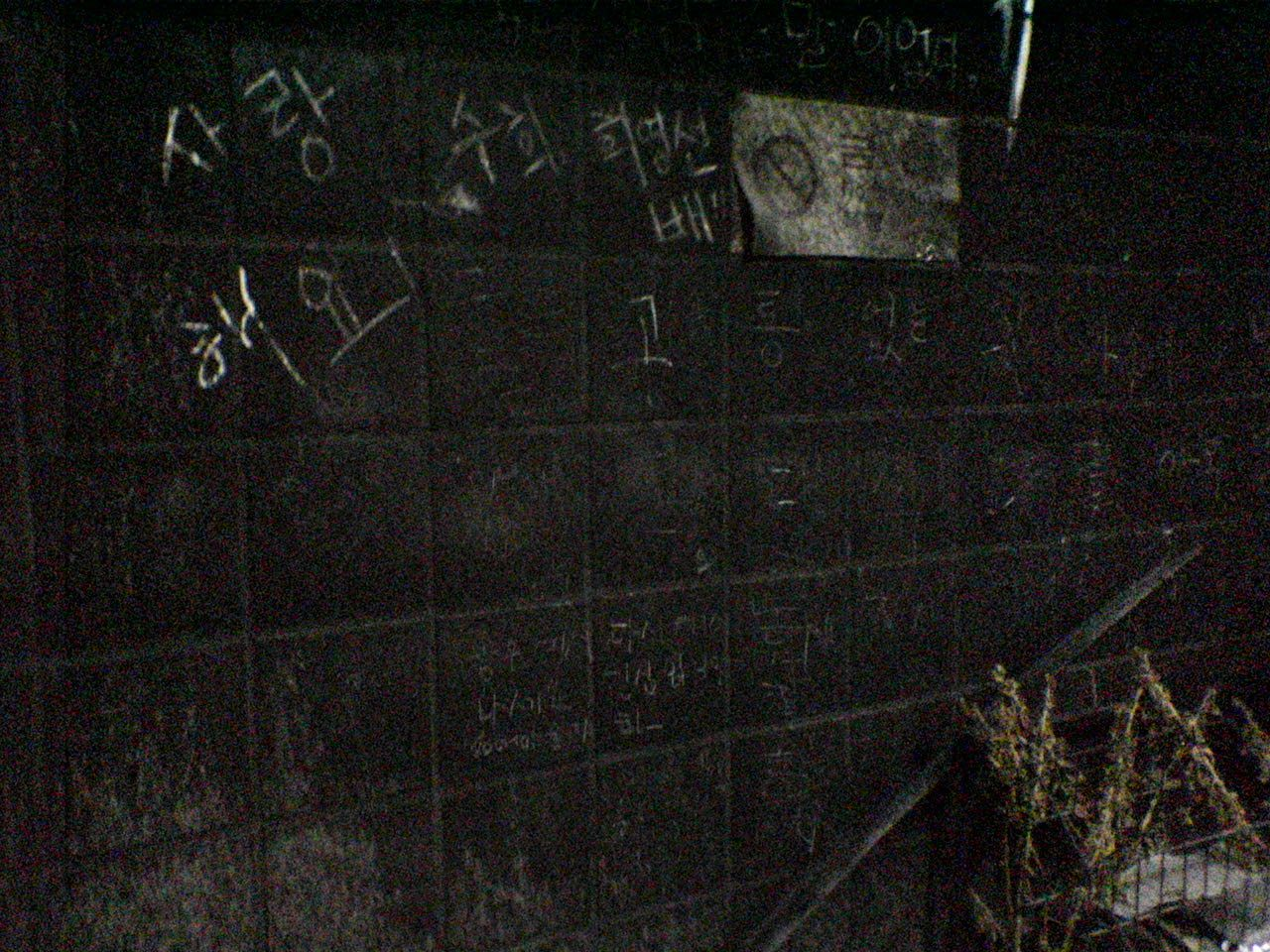
화재로 그을린 벽에 쓰인 추모글

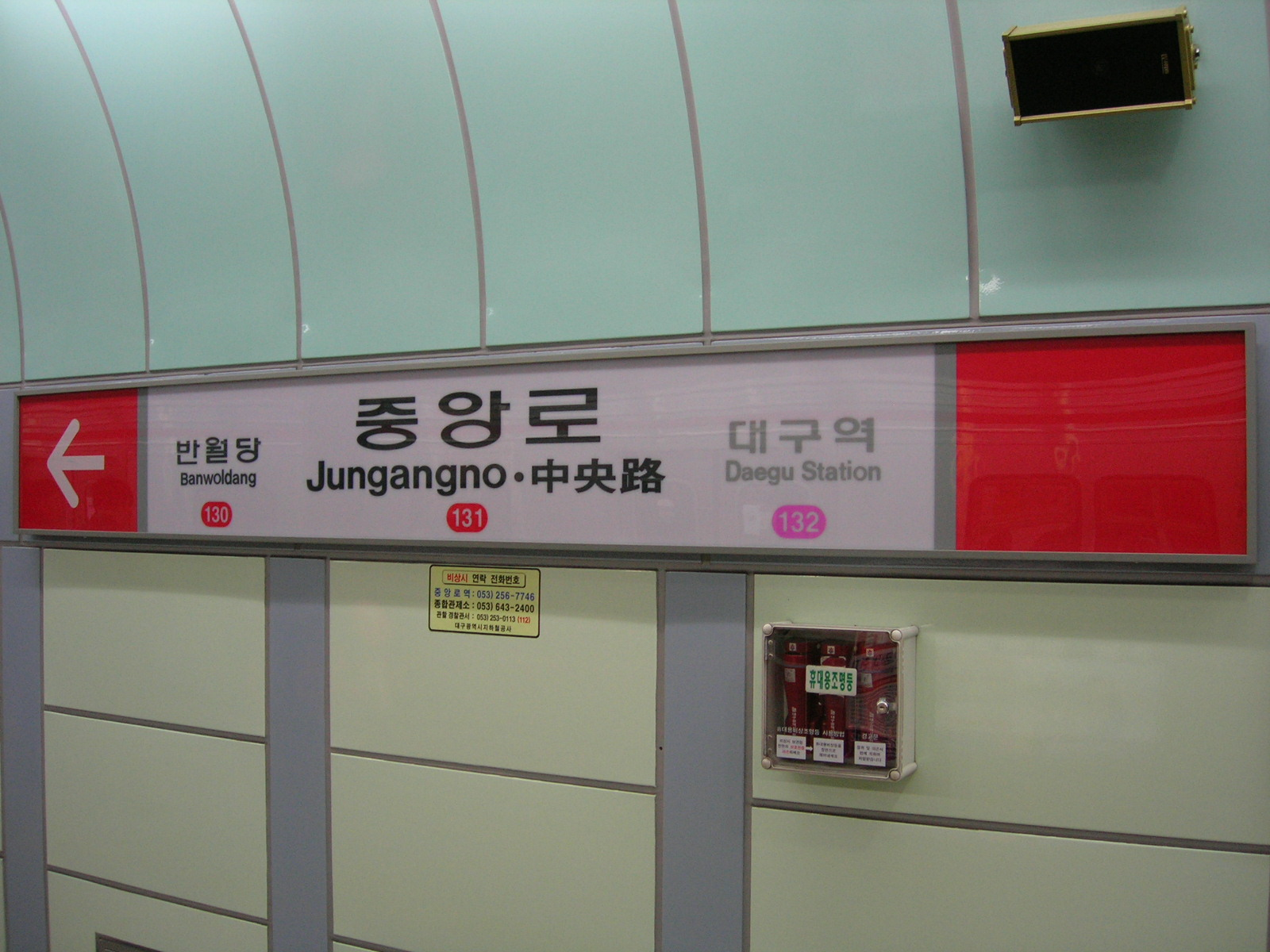
사고 이후 새롭게 단장한 중앙로역. 설화명곡 방면 역명판 아래에 형광 처리된 긴급 전화번호판과 대피용 손전등은 새로 설치한 것이다.

### 관련자 처벌
2003년 2월 18일 참사 당일 전동차 안 최초 목격자인 전융남 씨의 증언을 비롯해서, 사고 발생 2시간 뒤, 북구 노원동3가 조광병원에서 치료 하고 있는 50대 남자를 유력한 용의자를 지목하였다.
같은 해인 4월 23일은 대검찰청 특별 수사본부를 해체하고, 방화범 김대한을 현존 전차 방화 치사상죄로, 기관사, 관제사, 역무원, 시설 책임자 등 지하철 직원 8명을 업무상 중과실 치사상죄로 각각 구속 기소하고, 2명을 업무상 과실죄로 불구속 기소했다.,
같은 해 8월 6일 열린 선고 공판에서 방화범 김 씨에 대해 검찰은 사형을 구형하였으나, 김 씨는 심신 장애는 없으나 범행 당시의 정신 상태 등을 감안하면 온전한 정신 상태에서 일으킨 범행이라 보기 어려운 점과, 직접 방화한 1079호 열차에서는 인명피해가 그다지 없었던 점(1080열차의 진입으로 사고가 크게 확산) 등이 감안되어 2004년 1월 7일에 대구고등법원에서 무기 징역이 선고되었다. 형이 확정되어 복역하던 김대한은 2004년 3월 8일 진주교도소로 이감되었다가, 같은해 8월 30일에 지병 악화로 사망했다.
한편, 검찰이 일괄하여 법정 최고형인 금고 5년을 구형했던 사고 대처를 미흡하게 했던 지하철 직원들에 대해서는 금고형이 다음과 같이 선고되었다.
- 1080열차의 기관사 최상열은 열차의 출입문을 닫아 버려 승객들의 탈출을 막아 많은 사상자를 내게 한 점에서 구형대로 5년 금고형이 선고되었고, 2008년에 집행 기간이 끝나 출소했다.[30]
- 1079열차 기관사 최정환과 가장 먼저 화재 사실을 연락받은 관제사 방정민에 대해서는 초동 조치를 제대로 하지 않았다는 이유로 각각 금고 4년이 선고되었다. 홍순대, 손영일 등 나머지 관제사들에 대해서는 각각 금고 3년이 선고되었다.
- 시설사령 2명 및 중앙로역 역무원에 대해서는 직접 책임이 없음을 이유로 집행유예가 선고되었다. 그러나 선고 공판 직후 재판부의 양형에 불만을 품은 유족들이 격렬히 항의하며 법정을 점거하기도 하였다.

### 중앙로역 통제 및 복구
사고가 난 중앙로역을 전후한 교대~중앙로~동대구역 구간이 불통되어 양쪽 구간만이 운행되었고, 동대구역은 큰고개역에 설치된 회차선을 통해 단선으로 운행했다. 교대역에서 동대구역까지는 시내버스 중 일부 차량들을 가져와서 셔틀버스로 수송하는 파행 운행이 이어졌다. 중앙로역이 운전취급 및 관리역인 관계로, 중앙로역 반복 운전을 하지 못해 상당한 구간이 불통될 수밖에 없던 것이다. 게다가 중앙로역의 구조물이 손상되어 2월 25일에 반월당네거리와 중앙네거리 사이가 전면 통제되어 시내버스들이 반월당역에서 우회 운행했다. 차량 통행금지는 같은 해 4월 10일에 전면 해제되었다.
운행 재개는 가복구가 이루어진 2003년 10월 21일에 이르러 중앙로역을 무정차 통과하는 형태로 교대~동대구역 구간의 운행을 참사 8개월 만에 재개 하였고, 12월 31일이 되어서야 비로소 중앙로역에 정차가 가능해져 완전히 정상화가 이루어졌다.
화재 참사 후 대구 도시철도의 모든 역에는 안전시설이 촘촘하게 갖춰졌고, 2009년 5월 29일에 중앙로역 승강장에는 완전 밀폐형 스크린도어가 설치되었다.

### 희생자 유족 및 생존자들의 후유증
희생자들과 관계된 유족들은 참사 이후 오랜 시간이 지났는데 현재도 사고를 잊지 못하고 있으며, 생존자들의 상당수가 정신적 트라우마 등 심각한 후유증에 시달리고 있다. 2005년 참사 2주기를 맞아 MBC에서 생존자들을 취재할 결과, 절대다수가 PTSD에 시달리고 있었으며 사고 당시 유독가스를 과다 흡입한 영향으로 기도 화상을 입어 호흡기 질환을 앓고 있는 생존자도 많았다. 대구 지하철 참사는 한국 사회에서 PTSD가 처음 소개되고 대중적인 관심을 받게 된 계기가 되었으며, 이 후 청해진해운 세월호 침몰 사고 등 각종 대형참사가 발생했을 때 PTSD에 대한 의학적이고 효율적인 접근과 연구가 가능하게 되었다.
한편 사고 발생한날 2월 18일에는 매년 추모식이 열리고 있으며, 최근에 중앙로역에 2.18 대구 지하철 화재 참사를 기억하는 공간이 조성되었다.

### 정부의 대처: 내장 불연재 교체
사고 이후 노무현 정부는 전국 대도시의 각 지하철 운영 주체와 광역철도 운영 주체인 한국철도공사에 2006년까지 전 차량에 대한 내장재 교체를 완료하라고 지시하였다. 기존 차량은 좌석, 벽 내부 단열재 등에 가연성 소재인 천이나 면 따위를 사용하고 있었기 때문이었다.
개조의 시작은 승객들이 직접 사용하게 되는 좌석이었다. 수도권 전철 운영기관 중에 서울메트로, 서울특별시 도시철도공사(현재 서울교통공사로 통합)를 비롯한 부산교통공사, 인천교통공사의 경우, 견고하고 불에 전혀 타지 않는 스테인리스 재질의 금속으로 교체하였고 한국철도공사는 불연재 모켓시트로 교체하였다. 다만, 서울특별시 도시철도공사는 이후 전동차 의자에 모켓시트를 덧씌웠다.
그 후 시공사와 예산을 확보하여 2003년 하반기부터 2006년까지 로윈, SLS중공업, 흥일기업에서는 해당 차량기지에 출장 나오는 방식으로 실시하였고, 1999년부터 2002년까지 한국철도차량과 현대로템에서 제조된 전동열차는 당시의 로템 의왕공장, 창원공장으로 회송되어 내장재를 교체하기에 이르렀다. 대구도시철도공사도 이후에 모두 불연재 시트로 교체하였다.
한편, 지하철 승강장에 인공암벽을 사용하는 모든 지하철역(충무로역, 마천역, 가산디지털단지역 등)에 대해 철거 및 리모델링 하는 데 간접적인 영향을 많이 받았는데, 인공암반이 FRP(유리섬유 강화 플라스틱)라는 마감재를 사용하여 화재 시 유독가스를 발생하고 많은 인명피해를 야기한다는 지적을 받게되어 인공암반을 사용하는 모든 역사에 대해 불연소재로 교체하게 되었다.
사고가 났던 대구 지하철은 2005년 4월 1일 전량 불연재 개조를 완료하였으며, 서울지하철의 경우 퇴역 예정이었던 차량은 2009년까지 가연재 시트를 달고 운행하였다.

### 사고 전동차 고철 매각
대구도시철도공사는 총 12량의 사고 전동차 중 대구시민안전테마파크에 보존될 1량을 제외한 11량을 안심차량기지 보관공간 부족과 재원마련을 이유로 들어 2008년 6월 26일 경기도 고철처리업체에 매각했다. 하지만 유족들의 반발이 커지자 사고 전동차 반출을 중단하고 6량을 남겨 두었다. 이후 추모사업추진위와 협의 끝에 2008년 7월 25일 3량을 더 반출하여 사고 전동차는 118편성 1량, 130편성 2량이 남게 되었다.(1818호는 시민안전테마파크에, 1130호, 1730호는 안심차량기지에 사실상 방치)

## 방송 중계
대부분의 방송 채널은 정규 방송 프로그램을 일제히 중단 및 결방하고, 속보나 특보 체제를 편성하였다.
특히 재난방송 주관 방송사인 KBS가 대구 지하철 화재 참사 속보를 오후 12시에 먼저 보도하자마자, 전 세계 매스컴이 숨 가쁘게 움직였다. 같은 시각, KBS 뉴스를 접한 일본 NHK 서울지국도 KBS 보도를 인용해 이 소식을 일제히 보도하기 시작했으며, 비슷한 시각 NTV(닛폰 TV 방송망)와 후지TV도 정규 방송까지 전면 중단한 채 SBS와 MBC가 전한 뉴스 속보를 인용해 긴급 뉴스 속보로 타전했다.
이처럼, 일본의 NHK와 후지TV도 사고현장과 병원에서 사상자가 계속 증가할 때마다 KBS와 SBS의 속보 방송을 그대로 인용하는 등 비상한 관심을 보이면서, 지상파 3사가 뉴스 속보 경쟁에서 전 세계적인 특종을 기록할 수 있었던 건 뉴스를 쫓는 방송인들의 집념 어린 노력의 일환이었다.
이 사건은 2003년 2월 22일과 5월 31일 방송된 《그것이 알고 싶다》에서 다뤄지기도 하였다.

## 관련 미디어
- 영화 로봇, 소리
- 영화 <힘을 내요, 미스터 리>

## 같이 보기
- 대구교통공사
- 사쿠라기초 사고
- 호쿠리쿠 터널 화재 사고
- 파리 지하철 화재
- 대구 상인동 가스 폭발 사고
- 서울 지하철 7호선 방화
- 대구 대명동 가스 폭발 사고
- 도쿄 지하철 사린 사건
- 세월호 침몰 사고
- 이태원 압사 사고
- 서울 지하철 5호선 방화 사건